# Ścibor Ściborowic
Ścibor Ściborowic z Beckova herbu Ostoja (zm. 1434) – możnowładca węgierski. Był synem sławnego możnowładcy węgierskiego polskiego pochodzenia i zaufanego współpracownika cesarza Zygmunta Luksemburskiego, Ścibora ze Ściborzyc.
Po śmierci Ścibora starszego kontynuował dzieło ojca, znacznie powiększając majętności rodziny na Węgrzech do około 20 "państw" feudalnych, na Morawach posiadał 5, a w Niemczech 3 takie "państwa". Każde z nich było kluczem dóbr, liczącym nawet 21 wsi. Poza tym posiadał na własność Zamek Orawski z przyległymi dobrami. W 1422 r. był komesem nitrzańskim, a w 1424 r. komesem marmaroskim. W 1431 r. zapisał klasztorowi augustianów z Beckova, założonemu z woli jego ojca,  wieś Andód (dziś Andovce) z majątku Suran (dziś Šurany) w komitacie nitrzańskim.

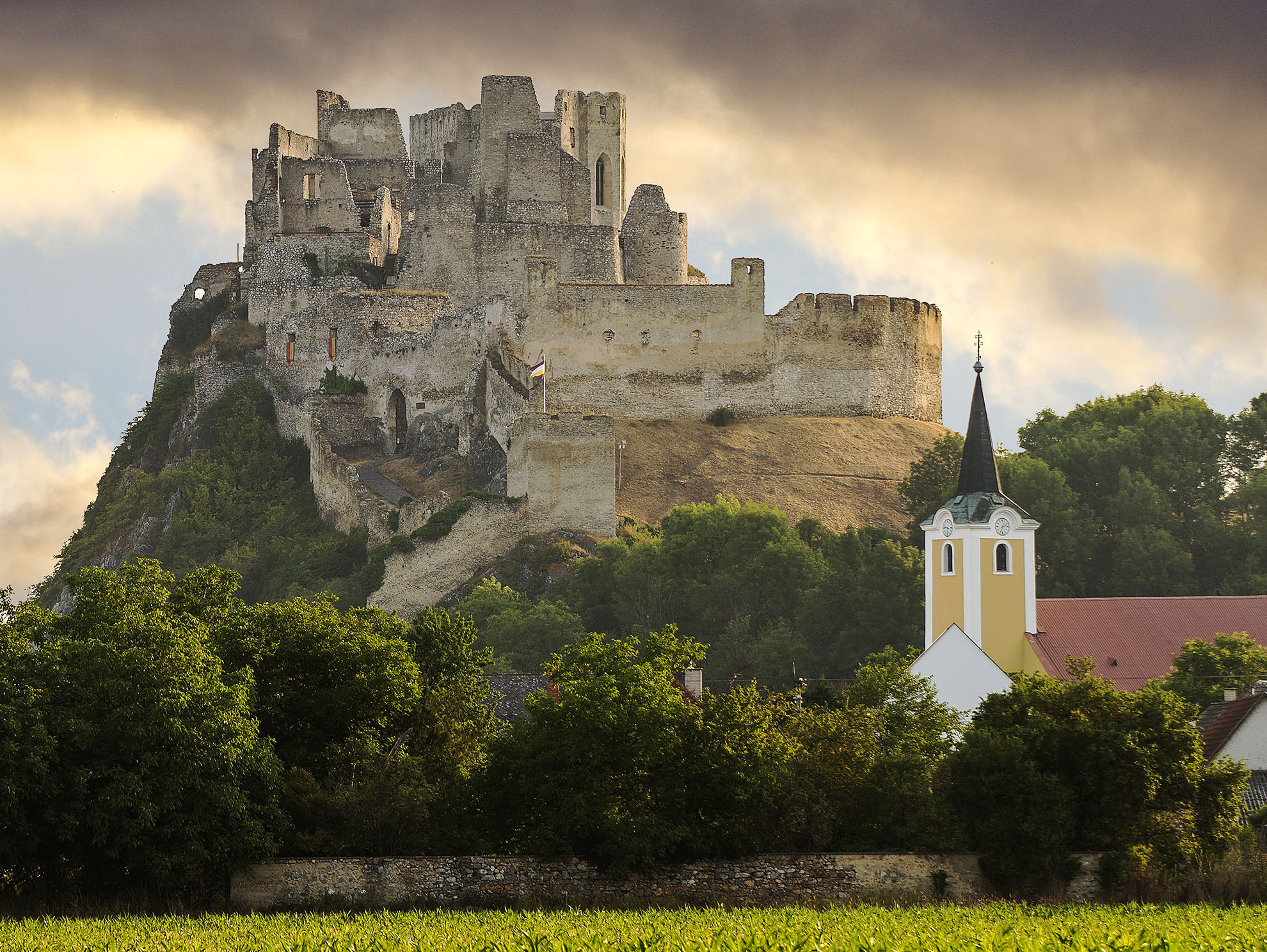
Zamek Beckov Ścibora Ściborowica odziedziczony po ojcu w XV w.
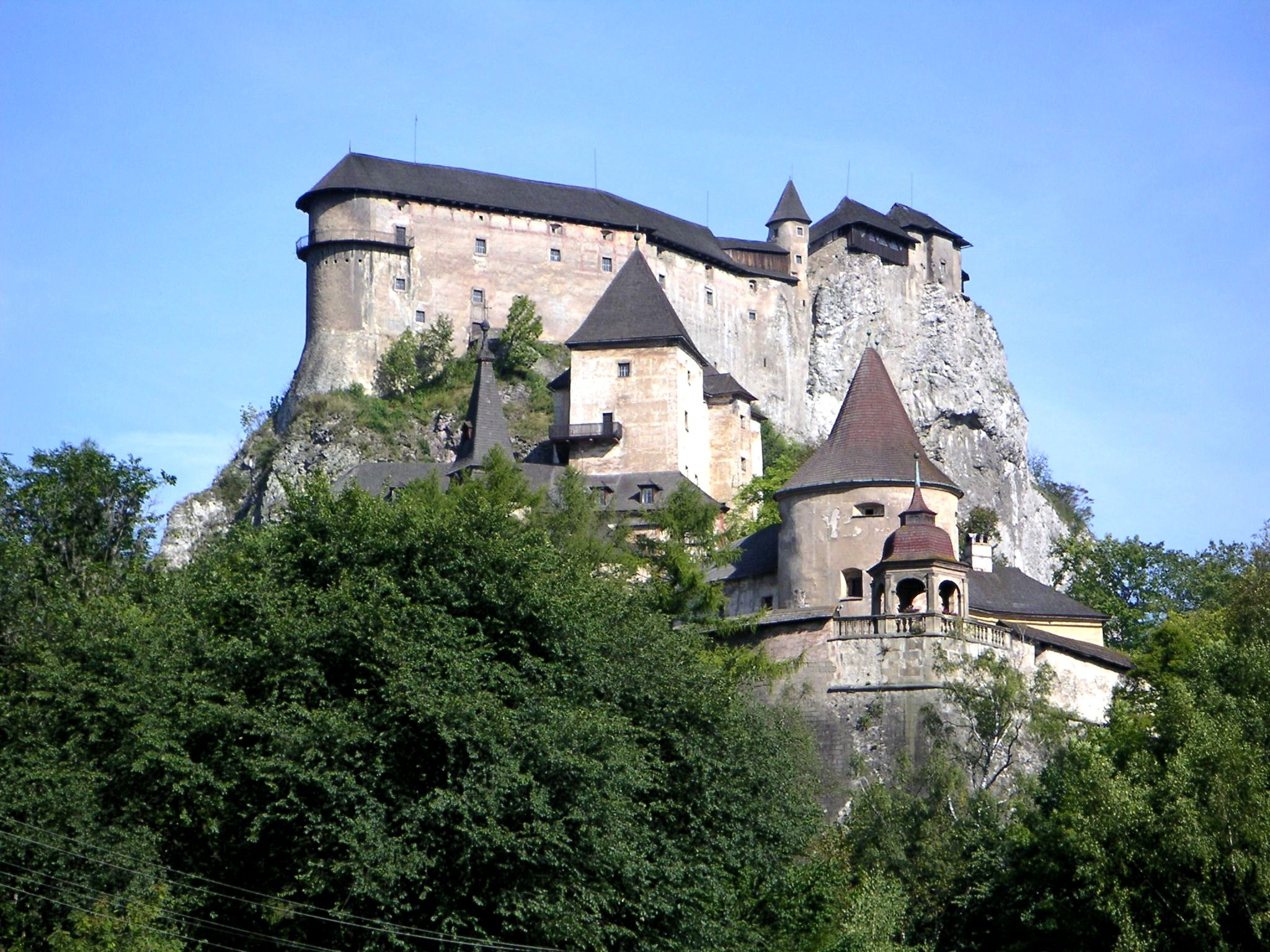
Zamek Orawski należący do Ścibora Ściborowica w XV w.

Zwalczał m.in. czeskich husytów w Górnych Węgrzech (dzisiejsza Słowacja). Gdy umarł w 1434 r. skończyła się szczęśliwa passa rodziny Ściborowiców na Węgrzech. Zygmunt Luksemburski doprowadził do unieważnienia testamentu Ścibora młodszego i odebrał jego spadkobiercom majątki nadawane przez ostatnie kilkadziesiąt lat. Zgodnie z ówczesnym prawem węgierskim Katarzyna otrzymała jedną czwartą spadku w gotówce, przy wykluczeniu od spadku zamków Beckov, Kazza, Modor i Sokolcz. Według planów Ścibora z Beckova, Katarzyna miała wyjść za mąż za księcia Przemysława cieszyńskiego z dynastii Piastów, ale ostatecznie jej mężem został Pal Bánffy, który otrzymał od cesarza Zygmunta zamek Beckov. W ten sposób Katarzyna wróciła w rodzime strony. Beckov pozostał w posiadaniu rodziny Bánffych aż do czasu wymarcia tej gałęzi rodu.
Głównym powodem unieważnienia testamentu były najazdy Mikołaja Szarlejskiego, bratanka Ścibora ze Ściborzyc, na Węgry i Morawy. Popierał on tym samym husytów, którzy na króla Czech chcieli wybrać Jagiellona. Oddanie wielkiego majątku w Górnych Węgrzech - całej linii obrony północnych Węgier - Szarlejskiemu, który się o ten majątek upominał, nie wchodziło w rachubę. 
Płyta nagrobna Ściborowica, wykonana z czerwonego marmuru, znajduje się obecnie w Muzeum Historycznym na zamku w Budapeszcie.